# 富田川町
富田川町（とんだがわちょう）は、和歌山県西牟婁郡にあった町。現在の上富田町の南半にあたる。

## 地理
- 山岳：城ノ森山、高畑山
- 河川：富田川、馬川、生馬川、板木川、払合川

## 歴史
- 1956年（昭和31年）9月30日 - 生馬村・朝来村が合併して富田川町が発足。
- 1958年（昭和33年）3月31日 - 上富田町と合併し、改めて上富田町が発足。同日富田川町廃止。

## 交通

### 鉄道路線
- 日本国有鉄道
  - 紀勢西線（現・紀勢本線）
    - 朝来駅

### 道路
- 国道170号（現・国道42号）